# Fondo Nacional del Ahorro
El Fondo Nacional del Ahorro (FNA), tiene como objetivo administrar las cesantías de los trabajadores públicos y oficiales de la República de Colombia. Hace parte del Grupo Bicentenario.
El 9 de febrero del 2024, el Fondo Nacional del Ahorro se transforma en una sociedad de economía mixta.

## Historia

### Primeros años
Fue creada en 1968, durante el gobierno del presidente Carlos Lleras Restrepo.
En 1973 se llevó a cabo el primer proyecto de vivienda con el FNA, para 1998 a través de la Ley 432, dejó de ser un establecimiento público y se transformó en una empresa industrial y comercial del Estado.

### Sociedad de economía mixta
Esta transformación se lleva a cabo en el contexto del ingreso de la entidad al conglomerado del Grupo Bicentenario, una alianza que consolida la presencia del FNA en el panorama financiero nacional.
La transición a sociedad de economía mixta permitirá al Fondo Nacional del Ahorro contar con un mayor respaldo, toda vez que responde a la necesidad de adaptarse a un entorno financiero en constante evolución.
El Fondo Nacional del Ahorro, luego de la transformación a sociedad de economía mixta, reafirma su compromiso de servir en la búsqueda de tener casa propia.

## Productos y servicios

### Cesantías
Es una prestación social de carácter especial que constituye un ahorro forzoso de los trabajadores para auxiliarlos en caso de quedar cesantes, la cual deberá pagarse por regla general al terminar el contrato de trabajo y de manera excepcional como simple anticipo para pagar, adquirir, construir, mejorar o liberar gravámenes de bienes raíces destinados a la vivienda del trabajador o para financiar, pagar matrículas y demás conceptos de educación del trabajador, su cónyuge, compañero permanente e hijos. El auxilio de cesantías está protegido por la ley y por esto en principio es inembargable e irrenunciable de acuerdo a los artículos 340, 343 y 344 del Código Sustantivo del Trabajo.

### Crédito Hipotecario
Es el préstamo para vivienda que otorga el Fondo Nacional del Ahorro al afiliado por medio de sus cesantías o un Ahorro Voluntario, bajo las modalidades de:
- Compra de vivienda nueva o usada.
- Construcción individual de vivienda
- Mejora de vivienda.
- Liberación del gravamen hipotecario.

### Generación FNA
Línea de crédito enfocada en jóvenes entre 18 y 28 años, con condiciones especiales de financiación.

#### Características
- Línea de crédito especializada para jóvenes entre 18 y 28 años.
- Tasas preferenciales en pesos y UVR.
- Préstamos hasta del 90% del valor de la vivienda.
- Cuota inicial del 10%.

### Leasing Habitacional
Es otra alternativa de financiación que tiene el FNA para que sus afiliados adquieran vivienda propia NO VIS* o incrementen su patrimonio, a través de un arrendamiento financiero con opción de compra al final del plazo o terminación del contrato.

#### Características
- Préstamos hasta del 85% del valor del inmueble.
- Cubre inmuebles ubicados entre estratos 4, 5 y 6.
- Opción de compra del 0%, 1%, 10%, 20%, 30%.
- Plazos de financiación desde 5 hasta 20 años.
- No se cobra por el estudio de título, crédito ni avalúo.
- Aplica para compra de vivienda nueva o usada No VIS

### Compra de Cartera
Es una Cesión de Hipoteca, entre el Fondo Nacional del Ahorro y otra entidad financiera, en la que NO hay una nueva escritura.

#### Características
- Disminución en la tasa de interés.
- Ahorro en el valor de la cuota y en la totalidad del crédito
- Al obrar una cesión no se cobran gastos de avalúo, escrituración, ni nueva hipoteca.

## Reconocimientos

### Calificación de Riesgo "AAA" por parte de Fitch Ratings
La calificadora de valores Fitch Ratings Colombia, luego de una detallada revisión y minucioso análisis hecho a la entidad, otorgó al Fondo Nacional del Ahorro la Calificación Nacional AAA (col), y F1+ (col), es decir, las máximas calificaciones en largo y corto plazo respectivamente, además, calificó a la Entidad como Administrador Primario de Activos Financieros de Crédito RMBS1- (col) lo que corresponde a la primera de este tipo en Colombia y ubica al FNA en un exclusivo grupo de entidades que han recibido esta calificación en Latinoamérica.

### Oficina Móvil  de los sueños FNA: reconocida como mejor programa de inclusión
Anualmente, el Departamento Administrativo de la Función Pública reconoce a los mejores servidores públicos del país y cada entidad tiene la posibilidad de participar con un plan insignia. En junio del 2021 en el marco de la celebración del Día del Servidor Público, el FNA fue nominado por el Gobierno nacional en la categoría a mejor proyecto o iniciativa de inclusión y diversidad, con la "Oficina Móvil de los sueños", una oficina rodante adecuada para prestar servicio a la ciudadanía y que recorrió varias ciudades del país llevando información y asesoría sobre créditos, vivienda y ahorro.

### Premio Effie Broce 2021 Gran Feria Virtual del Fondo Nacional del Ahorro
Como respuesta al sueño de los colombianos de adquirir su casa propia, y entendiendo que la pandemia no podía ser obstáculo para conseguirla, el FNA soñó con ofrecer un espacio que permitiera hacer este anhelo realidad. Así nació la Gran Feria Virtual. Proyecto que comenzó como una idea atrevida y se consolidó a través de una alianza entre el Fondo Nacional del Ahorro y Caracol Radio, que permitió implementar una plataforma digital en la que cerca de 70 mil usuarios se registraron para navegar a través de 6 pabellones y donde más de 50 constructoras ofrecieron 300 proyectos inmobiliarios y más de 18 mil inmuebles.

## Presidencia del Fondo Nacional del Ahorro
Laura Milena Roa Zeidán: tiene estudios en Gobierno y Relaciones Internacionales; especializaciones en Finanzas Públicas y en Cooperación Internacional y Gestión de Proyectos para el Desarrollo y, adicionalmente, una maestría en Gobierno y Políticas Públicas. Por otro lado, su trayectoria profesional está respaldada por 10 años de experiencia en el sector financiero, 5 de estos en el Fondo Nacional del Ahorro, lo que le otorga un conocimiento profundo de la Entidad y de su funcionamiento interno. Adicionalmente, desempeñó un papel fundamental como asesora de la Presidencia de Colpensiones y del Fondo Pasivo Social de Ferrocarriles.